# Arvid Bernhard Virgin
Arvid Bernhard Virgin, född den 24 mars 1715 på Välinge i Värmland, död den 27 januari 1794 i Näsinge prästgård i Bohuslän, var en svensk politisk och ekonomisk författare. Han var son till Bernhard Virgin samt farbror till Adof Fredrik och Arvid Virgin. 
Virgin ingick efter avslutade studier i Svea hovrätt och erhöll 1752 assessors värdighet. Han var en tid överinspektor vid saltsjöfiskerierna i Bohuslän och ägare av bruks- och lantegendomar i Bohuslän och Dalsland. Vid 1765–1766 års riksdag väckte han stort uppseende genom ett sakrikt och oförskräckt memorial mot Mössornas statshushållning, och 1769 ingav han ett nytt, vari han yrkade på brännvinsförbud. Strax därefter utgav han en skrift En patriots tankar om grundlagens nödvändiqa förbättring, hälst i det, som rörer fidespuplica och dess befästande, som genom sitt skoningslösa klander av Mössornas statsekonomiska åtgärder bland dem väckte den häftigaste förbittring, som tog sig uttryck i krav på de strängaste straff. Tack vare motståndarnas beskydd slapp dock Virgin undan med det lindriga straffet av 300 daler silvermynts böter.